# کیرکوی (پوسوف)
کیرکوی (به ترکی استانبولی: Kırköy) یک منطقهٔ مسکونی در ترکیه است که در پوسوف واقع شده‌است.